# 1732 en arts plastiques
| Années des arts plastiques : 1729 - 1730 - 1731 - 1732 - 1733 - 1734 - 1735    |
| Décennies des arts plastiques : 1700 - 1710 - 1720 - 1730 - 1740 - 1750 - 1760 |

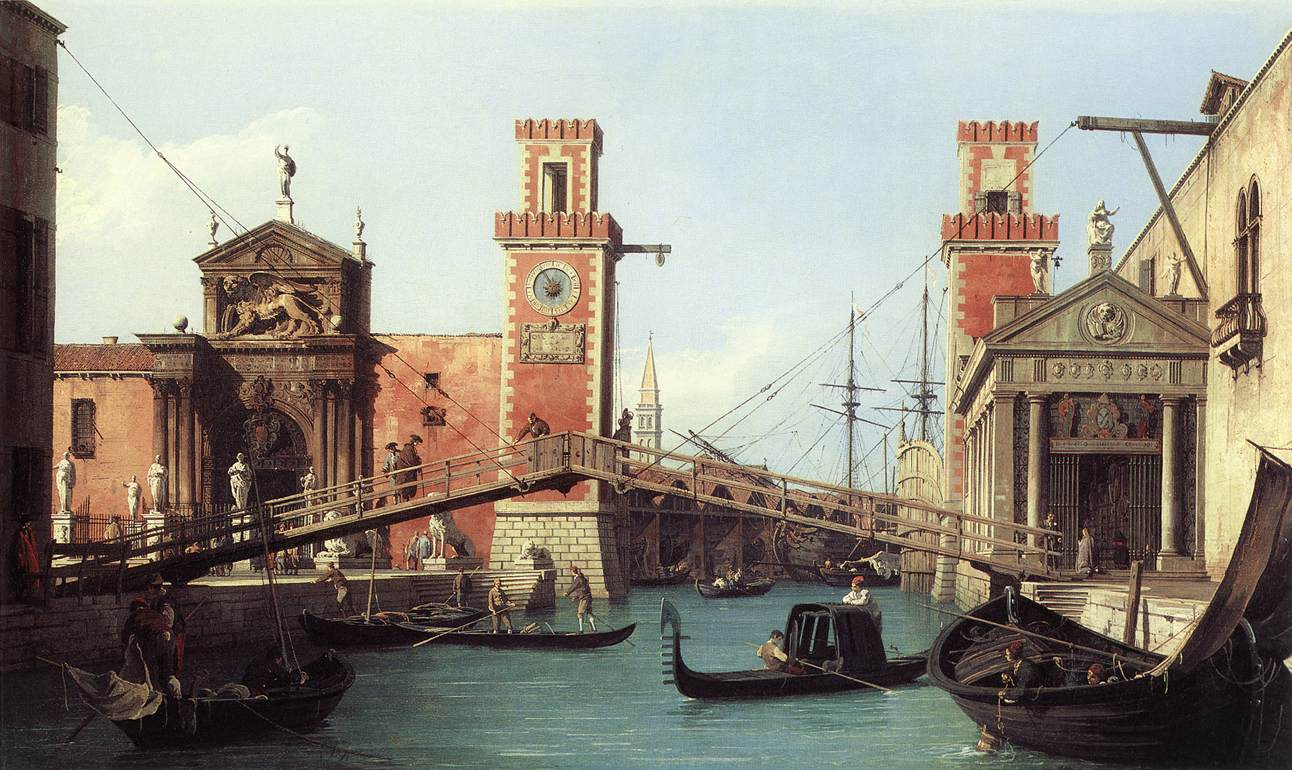
Vue de l'entrée de l'Arsenal de Venise par Canaletto.

Cette page concerne l'année 1732 en arts plastiques.

## Naissances
- 25 janvier : François Devosge, peintre et sculpteur français  († 22 décembre 1811),
- 22 février : Jean-Bernard Restout, peintre français  († 18 juillet 1797),
- 5 avril : Jean-Honoré Fragonard, peintre français  († 22 août 1806),
- mai : Christoph Unterberger, peintre autrichien actif à Rome († 25 janvier 1798),
- 1er août : Johann Melchior Wyrsch, peintre suisse († 9 septembre 1798),
- ? :
  - Giovanni Battista Cantalupi, peintre italien († 1780),
  - Francesco Sozzi, peintre italien († 1795).

## Décès
- 29 février : André-Charles Boulle, ébéniste, sculpteur, fondeur, ciseleur, doreur, peintre et dessinateur français (° 10 novembre 1642),
- 20 juin : Richard II van Orley, peintre belge (° 16 juillet 1663),
- ? :
  - Andrea Belvedere, peintre italien (° 1652),
  - Niccolò Lapi, peintre italien de l'école florentine (° 1661),
  - François van Loo, peintre français (° 8 novembre 1708),
  - Michele Pagano, peintre italien de la fin de l'époque baroque (° 1697),
  - Antonio Puglieschi, peintre italien (° 1660),
  - Giuseppe Tonelli, peintre italien  spécialisé dans la quadratura (° 1668).